# Saint-Laurent-du-Pont
Saint-Laurent-du-Pont település Franciaországban, Isère megyében. Lakosainak száma 4502 fő (2022. január 1.). Saint-Laurent-du-Pont Entre-deux-Guiers, Miribel-les-Échelles, Saint-Christophe-sur-Guiers, Saint-Joseph-de-Rivière és Saint-Pierre-de-Chartreuse községekkel határos.

## Népesség
A település népessége az elmúlt években az alábbi módon változott:
| Lakosok száma | 3761 | 4125 | 4061 | 4489 | 4531 | 4543 | 4531 | 4510 | 4499 | 4502 |
|               | 1968 | 1982 | 1990 | 2006 | 2013 | 2015 | 2017 | 2019 | 2020 | 2022 |